# 新街 (伯尔尼)
新街（Neuengasse）是瑞士伯尔尼中世纪城市中心伯尔尼老城的一条街道。它是外新城（Äussere Neustadt）的一部分，建于1344年至1346年伯尔尼旧城第三次扩展期间。它东起孤儿院广场，向西到火车总站。它是包含旧城的联合国教科文组织世界文化遗产的一部分。

## 历史
新街开辟于14世纪，修建第三道城墙之际。 .